# 곽상훈
곽상훈(郭尙勳, 1896년 10월 21일 (1896년 음력 9월 15일)~1980년 1월 19일)은 일제강점기와 대한민국의 정치인이다. 본관은 현풍, 호는 삼연(三然)이다.
3.1만세운동에 가담했다가 투옥된 이후, 신간회·상해한인청년동맹 등 여러 단체에 가담해 활약하였다. 광복 이후 반탁 운동에 가담했다가 대한민국 정부 수립론에 지지를 보냈다. 제헌국회의원에 선출되고, 1949년 반민특위 위원으로 특위 검찰차장에 임명되어 활약하였으며 1955년 민주당 창당에 참여하여 민주당 신파의 지도자로 활동한다. 5선 국회의원을 지내고 4,5대 국회에서는 국회의장을 역임하였다. 1955년 민주당 최고 위원이 되었으며, 1960년 6월 일시적으로 대통령 권한대행직을 수행하였다. 이어 제5대 국회의원으로 뽑히어 국회 의장이 되었으나 5·16 군사 정변으로 그만두고 곧 민주당을 탈당하였다. 5.16 직후 군사 정권이 주는 감투는 거절하고 야인으로 생활하였다. 그러나 이후 1972년 유신 체제에 참여하여 육영재단 이사장, 통일주체국민회의 운영위원장 등을 역임하여 야당 동료들의 비판을 받기도 했다.

## 생애

### 학력
- 경상남도 동래보통학교 수료
- 경상남도 동래 동명보통학교 졸업
- 경상남도 동래고등보통학교 수료
- 경성고등공업학교 중퇴

### 비학위 수료
- 일본 도쿄 세이소쿠 영어학교 속성연수과정 수료

### 초기 활동

#### 생애 초기
곽상훈은 1896년 10월 21일 경상남도 동래군(현 부산광역시 동래구) 금정산(今井山) 근처에서 무관 가문의 아들로 태어났다. 이후 그는 금정산이 내려다보이는 마을 어귀에서 어린 시절을 보냈다. 할아버지는 무관으로 여주군수와 오위장을 지냈고, 마을에서는 중군(中軍)영감, 중군댁으로 불렸다.
1910년 10월 조부가 한일 합방 조서가 붙은 것을 접하고는 통곡하는 것을 보고 충격을 받고 반일감정을 키워갔고, 이후 그의 조부는 홧병으로 얼마 뒤 세상을 떠났다. 오위장과 여주군수를 지낸 그의 할아버지가 돌아가신 이후 그의 아버지는 당시 군청으로 사용했던 건물을 뜯어다 인천으로 가져와 상공회의소의 전신인 근업소를 지을 만큼 위세가 컸다. 그의 부친은 청빈한사로 생활했다.

#### 학창 시절
1910년 동래공립보통학교에 입학했다가 2학년 때, 동명학교(東明學敎)로 전학했다. 신설된 동명학교는 학생 수가 17명의 소규모였다. 재학 중 동명학교가 동래사립고등보통학교(동래고등학교의 전신)로 승격되자 동래사립고보 제1회 입학생 중 한 사람이 되었고, 학창시절의 곽상훈은 독서를 즐겨했고, 글을 잘 지었다.
1917년 동래사립고등보통학교를 수료하고 그해 경성으로 유학, 경성의 경성고등공업학교에 입학하였다. 경성공업학교(서울공업고등학교의 전신)를 다니면서 경기도 인천부로 이주했다. 그 뒤 미곡상을 하던 형 밑에서 자랐다.

### 독립운동

#### 3.1만세 운동과 학생운동
그러나 1919년 3월 경성고등공업전문학교에 재학 중 3·1운동에 참가하였다. 탑골 공원에서 만세 시위에 참여했던 그는 인천으로 내려가 형을 보고, 다시 동래로 내려갔다. 소년기의 그는 평소 성격이 활달하고 도전적이었다는 평가가 있다. 그는 '경인기차통핵생 친목회'를 주도했으며, 인천과 부산에서 학생만세운동을 조종했다.
3·1만세운동이 전개되자 곽상훈은 독립선언서를 품고 고향인 경상남도 부산으로 내려와, 동래읍 장날인 3월 13일 만세운동을 조종한다. 독립선언서의 양이 많아 일부 독립 선언문은 노끈으로 만들어 축구화 끈으로 묶어 운동선수처럼 가장하고 내려갔다. 동래고보 재학 당시의 수학 선생인 이환(李環)을 찾아가 그의 집에 은신하며 3주일간 밤새워 독립 선언서를 복사기로 여러 장 등사하였다.
그는 이환과 함께 등사한 독립 선언서를 살포하였고, 3월 하순 경남 부산과 마산에서 기독교조직들을 통해 독립선언서가 전달되자 학생대표 자격으로 부산상업학교와 동래고등보통학교 학생들에게 궐기에 참여해줄 것을 당부하였다. 그러나 일본 경찰에 체포돼 수감, 8개월간 미결수로 옥고를 치렀다. 동래경찰서에 수감되었다가 다시 대구서, 영등포 경찰서로 이감되었다가 미결수로 경성지검과 종로경찰서로 이송되었으며, 일본경찰은 연루자를 불라고 고문을 가하였으나 그는 입을 열지 않았다. 그의 수감을 듣고 달려온 일본인 수원고농(水原高農) 도미나가 학교장 선생의 보증으로 풀려났다. 이후에도 경인기차통학생 모임을 중심으로 일본인 학생과의 싸움을 주동하다 고향인 동래지역으로 주거제한 조치를 받기도 했다. 이후 그는 요시찰 인물로 분류되어 미성년자임에도 불구하고 그의 뒤에는 형사가 항상 그림자처럼 따라다녔다.

#### 교육 활동
3.1 운동 이후 여행과 활동 시 일본 경찰의 동행으로 활동의 제한을 받아오다가 겨우 경성고등공업전문학교를 졸업하였다.
졸업 후 불우한 나날을 보내다가 교육청 장학사로 있던 유진태(柳鎭泰)의 주선으로 안동 오산학교(五山學敎)의 교사로 임용, 교사로 교편을 잡으면서 급사 대신 학교의 행정 서무일도 맡게 되었다. 교사 재직 중에도 조선총독부 경찰국에서는 사람을 보내 그의 동태를 미행했는데, 한번은 그의 하숙방에 몰래 들어와 있던 총독부 경찰국 형사 김태규(金泰奎)를 가장한 지인 김영주의 설득으로 일본 유학을 결심하였다.

#### 신간회 활동
신간회(新幹會)가 결성되자 1920년 신간회(新幹會)에 가입하여 신간회 중앙간부로도 활약하였다. 이후 신간회 검찰위원을 지냈다. 1920년 6월 16일 경성부 명월관에서 열린 조선체육회발기인회에 발기인의 한 사람으로 참여하였다. 1920년 8월 한용단 단장으로 활동하며 이우구락부와 공동으로 열린 음악회를 후원하였다. 1921년 원산의 부두노동자들이 원산총파업을 강행하자 신간회 인천지부에서 활동하며 국민들을 상대로 원산의 인부모집에 응하지 말라며 설득, 호소하였다.

#### 유학과 망명
1923년 도쿄로 건너가 세이소쿠 영어학교(正則英語學校)에 입학, 세이소쿠영어학교 재학 중 9월 1일 동경 대지진을 만났으나 목숨을 건졌다. 그러나 동경 대지진이 조선인들의 음모라는 낭설이 퍼지면서 조선인들은 처형당하거나 구제받지 못했고, 그는 1년만에 자퇴하고 다시 귀국했다. 부산에서 김영주와 헤어진 뒤 다시 안동 오산학교를 찾아가 이사장 유인원(柳寅源)이 그를 받아주어 다시 교사 생활을 하였다.
이후 동경 대지진 당시 조선인들의 참상을 호소하는 호소문을 작성, 대구 오산학교 명의로 등사판을 주문하여 자신의 집에서 동경대지진 참상을 호소하는 격문을 인쇄하여 배포하다가 대구 경찰서 형사에게 체포되었다. 가택 압수수색 후 베이징에서 김영주가 보낸 편지가 발견, '베이징의 일은 다 끝나가니 바로 오라'는 김영주의 편지가 화근이 되어 의열단원으로 몰려 고문당하였다. 대구형무소 7개월 수감 후 시말서를 내고 석방되었다.
1924년 일본 관동대지진 당시, 일본인에 의해 희생된 한국인 희생자 명단을 입수하고 한국인 학살사건의 진상기록을 수집, 보존하는 활동을 하였다. 1925년 '이우구락부(以友俱樂部)'를 조직, 결성하여 하상훈, 서병훈, 이범진, 최선경 등과 항일운동을 전개하다 조선총독부 경찰의 추적을 받고 중국으로 망명, 상하이로 건너가 '상해한국인청년동맹'의 간부로 활동했다.
25년 중국의 상하이 한인 교포들을 통해 동경대지진 당시 조선인이 대량학살당한 소식을 전달하고, 25년 8월 동경대지진 조선인학살자 2주기 추도식을 주관했다. 1927년 6월 6일 계급과 파벌을 타파하고 전인천적 집단체로 인천의 유지들이 창립한 신정회(新正會) 창립에 참여, 신정회의 창립멤버가 되었다.
1928년 만보산사건이 터지자 재만동포보호연맹 인천특파원으로 활약했으며, 한 때 언론인으로도 활동하여 동아일보 인천지국장을 맡기도 했다. 1929년 9월 17일 신간회 경기도 수원지부 회원후보로 선출되었다.

#### 일제 강점기 후반
1930년 11월 29일 신간회 전체대회대행 중앙집행위원회에서, 신간회 중앙집행위원의 한 사람으로 피선되었다. 일제강점기 후반 그는 요시찰인물로 분류되었다.
태평양 전쟁 무렵 일제가 창씨개명을 요구했을 때 그는 창씨개명을 거절하고 피해 다녔다.
1942년 조선어학회 사건으로 이윤재, 이극로, 최현배, 이희승 등이 체포되어 재판을 받을 때 증인의 한 사람으로 소환되었다. 그러나 피고들에게 불리한 진술을 하지 않는다는 이유로 유치장에 감금당하였다.
독립운동가 박차정의 형제인 박문희, 박문하 등과도 인연이 있었는데, 박문희의 친구들 중의 한 사람이었다. 일제강점기 후반 그는 일제의 요시찰인물이 되어 감시를 당하던 중 박문하가 이주한 범어사 아래 촌가를 전전하면서 생활하였다. 이때 술에 취하면 그는 일제가 동경대지진의 책임을 물어 조선인들을 학살한 것의 잔인성을 통박하였다 한다.
인천에서는 인천사회사업협회회장과 인천체육회회장을 지냈다. 그러나 1945년 8월 부산 헌병대에 예비구속되었다가 8월 15일 8·15 광복을 맞이하고 곧 석방되었다.

### 정치 활동

#### 정부수립과 반민특위 활동
광복 이후 한국민주당 창당에 참여하였다. 1945년 10월 하상훈, 이범진, 전두영(全斗榮) 등과 함께 10월에 결성된 한국민주당 인천지부에 가입하였다.
1948년 5월 10일 제헌국회의원 선거 때 한민당의 후보자로 출마하였으나, 한민당의 후보공천 탈락에 불만을 품고 탈당해 무소속으로 출마해 인천지역 청년모임의 압도적인 지지를 받아 당선되어 정계에 입문하였다. 1948년 5월 제헌국회에서 헌법기초위원을 선출할 때 한민당에서 무기명투표방식을 주장하며 다수득표자 순으로 헌법기초위원을 선출하자고 제안하자, 당파나 정당 단체의 성질을 떠나야 하며 어떤 정당이나 단체가 암암리에 모략으로 의원을 선출하려 한다며 이의를 제기하기도 했다.
제헌의회 등원 이후 1949년 반민족행위자처벌법 제정과정에서는 매우 소극적이었으며 친일파에 대한 처벌의 완화와 특별검찰부의 설립을 반대하기도 하였다. 반민특위가 설치되자 반민특위 위원이 되었으며, 곧 반민특위 검찰차장에 선출되어 활동했다. 친일분자 색출활동에 나섰으나 반민특위가 강제로 해산당하면서 실패하였다.
반민특위 활동 당시 신익희, 이청천, 유진산, 이철승 등과 함께 백민태 등 암살표적으로 선정되기도 했다. 반민특위가 와해되자 국회에 나가 공소시효를 중단해도 좋다 고 발언하였다. 이 발언에 대해 반민특위 간부들과 상의 없이 독자적으로 발표했다 하여 일부로부터 반역자라는 비판을 받기도 했다.

#### 정부수립 이후 정치 활동
1950년 5월 제2대 총선때 인천을 지역구에서 출마해 제2대 민의원에 당선돼 국회 전원위원장을 지냈다. 한국 전쟁이 터지자 정부를 따라 대전과 부산으로 피난갔다가, 휴전 이후 서울로 귀경하였다.
1952년 4월 17일 대통령에게 국회해산권을, 국회에는 내각불신임 권한을 주는 개헌안을 제출했다.
1952년 내각책임제 개헌에도 참여하였다. 각 정당, 정파 연합에서 의원내각제(내각책임제) 개헌을 추진할 때 장건상, 김동성, 오위영 등 자유당원 48명, 민국당의 신익희, 소선규, 지청천 등 39명, 민우회의 윤길중, 권중돈, 김의준 등 21명, 무소속의 다른 의원인 박순천, 서민호 등 15명과 함께 내각제 개헌에 찬성표를 던졌다. 1952년 4월 17일 국회에 제출된 내각제 개헌안은 '곽상훈 외 123명'의 명의로 제출되었다.
대통령 간선제 개헌안에 분노한 이승만정권은 5월 25일 부산 시내 전역에 계엄령을 내리고 출근 중인 국회 버스를 강제로 연행했다. 이때 그도 서민호, 정헌주, 임흥순, 이석기 등과 함께 체포되었다. 자유당정권은 체포된 국회의원들이 국제공산당의 정치 자금을 받았다고 발표하였다. 그러나 국민들은 그들이 국제공산당의 자금을 받았는가에 의문을 표시하였고 그는 곧 석방될 수 있었다. 1954년 제3대 민의원에 당선되고, 민의원 부의장으로 선출됐다.

#### 쿠테타 실패와 야당 지도자

##### 이승만 축출 시도
한편 장면 본인의 의사와는 관련없이 곽상훈과 야당 의원들은 장면을 대통령으로 추대하려 하려는 시도를 하였다. '그 무렵에 오위영(吳緯泳) 씨 댁에 모여 차기 대통령 선거에는 고집 불통이요, 심술쟁이인 이 박사를 몰아내고 운석을 대통령으로 앉힐 계획을 진행시켰다. 그 당시의 헌법에 정‧부통령 선거는 직선제가 아니라, 국회에서 얼마든지 이 박사를 몰아낼 수 있었다. 우리는 압도적인 사전 지지를 얻는 데 성공했다. 나는 당시의 국무 총리인 장 모씨에게 우리의 취지를 밝히고 도장을 찍도록 권했다. 그는 그 자리에서 도장을 찍어 주지 않았다.'는 것이다. 곽상훈은 '그날 집에 돌아와 곰곰이 생각해 보았다. 이 박사에게 너무나 가혹하게 하는 것 같았다. 당시에 그는 비록 실정을 하고 있지만, 그래도 과거 이 나라의 독립을 위해 한때는 사형 직전에 구사 일생으로 탈옥한 일도 있지 않는가? 그리고 지금 전시인데 갑자기 내각 책임제로 개헌하고, 또 이 박사까지 몰아내는 두 가지 일을 한꺼번에 해치우기란 용이한 일이 아닐 것 같았다.
이 박사를 실권 없는 상징적인 대통령 자리에 그냥 둔 채, 내각 책임제로 개헌해서 운석을 중심으로 한 인물 본위로 잘 다스리면 국가 장래를 위해 좋을 것이란 나대로의 결론을 내려, 그 이야기를 했다가 젊은 과격파들에게 묵살당하고 말았다. 걱정은 됐지만 대의에 따라야 하겠기에, 다시 장 모씨를 만나러 그의 국무 총리실로 갔더니, 신임 이 모 장관이 이미 와서 무엇인가 비밀히 숙의 중이었다. 나는 이 박사의 참모들에게 “손 맞게 일들 잘하시오. 성사하는 날 내가 국회에서 잘 알아서 할 테니…” 하고, 혼란한 정국을 바로잡고 참신하게 일하자는 뜻에서 한마디 넌지시 했다.' 그러나 자유당 당직자들은 이를 이승만에게 그대로 보고하였다. 장면 추대운동은 실패로 돌아갔고 그는 부산 정치 파동 직후 체포되어 추궁당하였으나 장면의 행방은 발설하지 않았다.

##### 호헌동지회와 야당 조직 활동

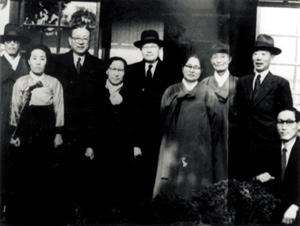
야당 지도자들과 함께
(앞줄 왼쪽에서 두 번째는 박순천, 뒷줄 맨 왼쪽은 현석호, 장면 순, 가운데는 신익희, 뒷줄 왼쪽 첫 번째는 신창현, 두 번째는 곽상훈)

제헌 및 2대 민의원 때는 원내 활동을 하면서 이승만정권을 지지했다. 그러나 제3대 국회의원 활동 중 반이승만노선으로 돌아섰다. 1954년 11월 29일 사사오입 개헌이 확정되자 단상에 뛰어올라가 단상에 뛰어올라가 개헌의 부당함을 주장했다.
개헌안이 가결되었다고 하는 것은 불법이며 무효이기 때문에 개헌안이 부결되었다는 것을 국민에게 선포한다.
1954년 12월 뉴델리 밀회 조작사건의 직후, 그의 집에 북조선 인민위원회 최고위원회 명의로 된 남북협상을 호소하는 촉구문이 그의 집에 투입되었다. 1955년 호헌동지회 결성에 참여했다. 이때 그는 조병옥, 김준연과 함께 조봉암의 호헌동지회 참여를 강하게 반대하였다.

##### 민주당 신파의 지도자
1955년부터 그는 조병옥, 장면, 정일형 등과 대성빌딩에 모여 민주당 창당 준비 회의를 하였다. 1955년 민주당 창당에 참여하였고, 이후 박순천·장면·이철승 등과 함께 민주당 신파의 지도자로 활약하였다. 1956년 민주당 최고위원에 선출되었다. 1956년 3월에는 신익희가 대선을 앞두고 갑자기 급서하자, 그는 임시로 민주당 임시 대표최고위원직을 맡았으나 56년 정부통령 선거 이후 열린 민주당 신구파간 당 최고위원 선출을 둘러싸고 갈등이 폭발하였다. 김도연, 김준연 등 민주당 구파 지도부는 중앙위원회 소집을 강행하여 민주당 임시대표최고위원으로 있던 곽상훈을 대표직에서 축출하고 일방적으로 조병옥을 대표최고위원으로 선출하였다.
9월에 열릴 민주당 임시전당대회에서 민국당계는 대표에 조병옥, 최고위원에 김도연, 김준연을 선출하려 했고, 비민국당계는 그를 대표로, 장면, 조병옥, 백남훈, 박순천을 최고위원으로 선출하려 하기 위해 치열한 암투를 벌임으로써 중앙당부의 기능이 마비되기도 했다. 그해 9월 28일 열린 전당대회에서 당대표 선출에서 조병옥이 203표, 곽상훈은 92표로 패배를 승복해야 했다. 이후 장면, 박순천, 백남훈과 민주당 최고위원에 선출되었다.

#### 제1공화국 후반

1956년 7월 27일 7.27 시위에서 앞줄이 김두한, 왼쪽에서 두 번째가 곽상훈

1956년 5월 호남선에서 사망한 신익희의 시신을 영접하고, 신익희 국민장에 조사를 낭독하였다.
1958년 제4대 국회의원에 당선, 그 해 자유당 정권이 국가보안법 개정을 통과시키려 하자, 그해 11월 야당에서 구성한 국가보안법 개정반대투쟁위원회의 지도위원에 조병옥, 장택상과 함께 추천되었다. 그 뒤 민주당내에서 조병옥의 인기가 상승하게 됨에 따라 1959년 9월 23일 민주당 경남도당 개편대회에서 아수라장이 되자, 그는 민주당 최고위원직을 사퇴했다.
1960년 4.19 혁명 뒤엔 자유당 국회가 마비되자 개헌 국회의 의장으로 피선되었다. 그러나 내각수반 허정이 대통령 권한대행직을 일시 사퇴하면서, 일시적으로 대통령 권한대행을 맡기도 했다. 그러나 허정이 다시 권한대행직에 복귀하면서 물러나야 했다. 이후 그는 5대 국회의원 총선거에 출마하였다. 5대 총선거에서는 65세로 최고령 당선자를 기록하기도 했다. 곽상훈 전 의원은 마지막 국회의원선거였던 5대 총선에서 84.5%라는 경이적인 득표율(역대 인천지역 최고득표율)을 기록하기도 했다.
4.19 직후 시위대가 자유당 관련자들의 강력 처벌을 주장하자 그는 정치보복의 악순환에는 반대한다는 의사를 피력했다.

### 제2공화국 시절

#### 4.19 혁명 전후
1960년 윤보선 등과 함께 김구선생 기념비 제막식에 참석하였다. 그해 5월 30일, 국회는 전일 이승만을 비밀리에 망명시킨 대통령 권한대행 겸 내각수반 허정(許政)을 소환하여 이승만 망명의 책임을 추궁했다. 곽상훈은 민의원 의장 자격으로 임석하였다.
허정이 설명을 마치고 하단하자 곽상훈 의장과 그 밖의 많은 간부들은 '영감 잘 내보냈소.'리며 오히려 허정을 격려해 주었다. 이후 이승만의 하와이 행은 논란이 되었고, 부정선거의 책임자라는 민주당 신파 일부의 주장과 함께 음모를 꾸며서 이승만 박사를 축출했다는 윤치영, 장택상 등의 비난 등 양면 공격에 시달리는 허정을 변호해주고 감싸주었다.

#### 제2공화국 기간 중

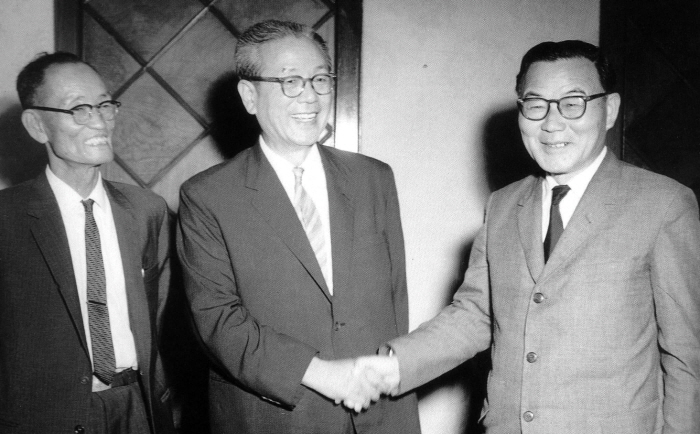
장면 총리 인준 직후 곽상훈 민의원 의장, 장면 국무총리, 윤보선 대통령

1960년 7월 7.29 총선거에서 곽상훈은 전라북도 김제군갑구에 출마한 조한백을 지원하는 연설을 했다. 이때 곽상훈은 상대방 후보인 정화암을 사상으로 공격하였다. "정화암은 무정부주의자입니다. 공산주의의 사촌쯤인 무정부주의자에게 이나라 정치를 어떻게 맡기겠습니까" 라고 비판했다. 그러자 정화암은 '나는 곽상훈 씨를 위대한 정치가인 줄로 여겨왔다. 그런데 그 위대한 정치가가 무정부주의는 공산주의의 사촌쯤 된다고 말했다니 그 동안의 이나라의 정치작태를 가히 짐작할 만하다. 무정부주의와 공산주의도 구별 못하는 사람이 위대한 정치가로 대접받아 왔으니 참으로 한심하다. 그런 소리는 이불 속에서 자기 마누라하고나 하시오. 유권자 앞에서 그런 소리를 하면 곽상훈이라도 꽤 무식한 사람이구나 하는 말을 들을 뿐입니다.'라고 반박하였다.

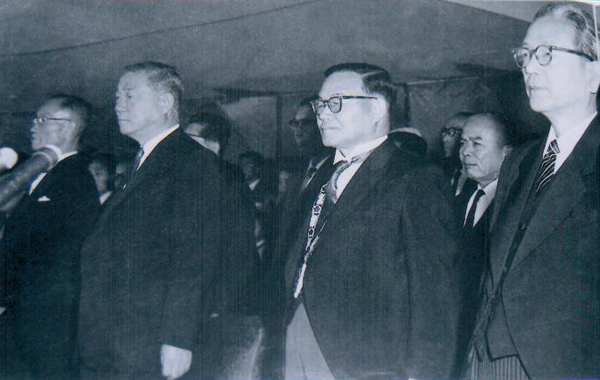
곽상훈(왼쪽에서 첫 번째), 백낙준, 윤보선, 장면과 함께(1960년 8월)

7월 29일 옹진군 유세때 군용기를 동원하고 전투기의 호위를 받았는데, 이때 장면이 금천역에서 무허가 강연을 하면서 열차를 지연시켰던 일과 함께 관권선거로 비판을 받기도 했다. 9월 보도연맹원 희생자의 유족 송모씨 등이 찾아와 피해사실에 대한 청원서를 제출하자, 그들과 장면 총리와의 만남을 주선해주기도 했다.
1960년 8월 당시 국회 민의원 의장으로 선출되었다. 1961년 3월 29일 국무총리 장면과 강원도 원주-춘천간 도로포장 기공식에 참석하였다.
1961년 5.16 군사정변으로 국회의원직을 사퇴하고 물러났다. 한편 그는 장면 내각의 우유부단함을 질타하여 야당 인사들을 경악케 하기도 했다. 이후 민주당을 탈당하였으며, 1963년 민주당 재건때 불참하였다. 한때 군사정변 세력과의 내통을 의심받았으나 그는 군사정권에도 참여하지 않았고, 박정희가 주는 어떠한 명예직에도 취임하지 않았다.

### 생애 후반

#### 박정희 집권기 활동
1960년대 중반쯤 인천시 중구 중앙동(현 신포동)에서 살다 서울로 이주하였다.
나중에 박정희 정권에 호의적으로 변하였는데, 송건호는 그가 박순천과 함께 박정희에게 가서 붙었다고 비판하였다. 이후 곽상훈은 길의사기념사업회 회장, 백범김구선생기념사업협회 회장 등을 지냈다.
1966년 12월 19일 매헌 윤봉길 기념사업회 회장에 선출되었고, 1967년 12월 다시 윤봉길기념사업회 회장에 유임되었다.

#### 만년

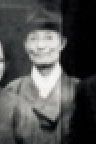
곽상훈

1972년 제4공화국의 출범과 함께 서울 도봉구에서 통일주체국민회의 대의원으로 당선되었으며 1·2대 통일주체국민회의 운영위원회 위원장으로 활동했다. 이 일로 야당 동지들의 규탄을 받기도 했다. 기타 사회 활동으로는 사단법인 매헌 윤봉길 의사 기념사업회 회장, 제헌동지회장, 한국장학재단이사장, 한국국회의원동우회 회장을 역임하기도 했다. 1973년 12월 15일 윤봉길을 추모하는 매헌장학재단이 설립되자 회장에 선출되었다. 송건호는 곽상훈과 박순천의 협력을 변절이라며 비판하였다.
정치생활을 하는 동안 뇌물수수와 부패행위를 하지 않았고, 직위를 구하는 엽관운동도 하지 않는 등의 처신을 보였다. 1979년 정계를 은퇴하였다.
1979년 10월 10·26 사태 이후 통일주체국민회의 운영위원장 재직 당시인 1980년 1월 19일 서울특별시 도봉구 우이동 118의 7 자택에서 노환으로 별세하였다. 대한민국 정부는 그의 장례를 사회장(社會葬)으로 치렀고, 서울특별시 동작동 국립묘지에 안치되었다. 상훈으로는 1969년에 국민훈장 무궁화장을 수여 받았다.

### 사후
1980년 1월 19일 서거하였다. 독립운동가였으나 오랫동안 야당 인사로 활동하여 서훈받지 못하였다. 그러나 말년에 박정희 정권에 협력으로 돌아선 점이 감안되어 야당 인사들로부터도 평가되지 못하고 잊혀졌다.

## 약력
- 경상남도 동래(현 부산광역시)에서 출생하였다.
- 동래사립고등보통학교 졸업
- 경성고등공업학교 재학 중 3·1 운동 참가하였고 이 학교는 중퇴하였다.
- 상해 한인청년동맹간부로 독립운동
- 신간회 중앙간부
- 동래기장독립운동으로 투옥
- 인천사회사업협회회장ㆍ인천체육회회장
- 조선청년단 경기도연합회 위원장
- 초대 국회의원 재임시, 국회 내의 반민특위 검찰관으로 선임되었다.[38]
- 탄핵재판소 심판관
- 1952년 부산정치파동 때 국제 공산당 관련 혐의로 구속되었었다.
- 민의원 의장
- 1960년 대통령 권한대행을 잠시 맡은 바 있다.
- 1~5대 국회의원이었다.
- 대한민국 국회 전원위원장
- 민주당 최고위원
- 대한민국헌정회 제1대 회장
- 제3대 국회부의장, 제4대, 제5대 국회의장[1]

## 기타
그는 이때 타락생활을 극복하라는 고향 선배의 충고에 따라 아호를 삼연(三然)이라 지었는데, 이는 산자연(山自然)·수자연(水自然)·아자연(我自然)으로 인생을 느긋하게 태어난 대로 살아가라는 뜻이었다 한다.

## 수상 경력
- 1969년 국민훈장 무궁화장

## 가족
- 부인: 장혜경(張慧卿, ? ~ ?)
  - 아들: 곽헌태(郭憲泰)
  - 아들: 곽원배(郭源培? ~ 2001년)[2]
  - 아들: 곽성태(郭盛泰)[1]
  - 아들: 곽용태(郭容泰)

## 평가
민주당 신파의 지도자였음에도 5·16 군사 정변 이후 군정에 참여하였다 하여 변절자라는 비판을 받았다. 송건호는 박순천과 곽상훈을 박정희 정권 말기에 변절했다고 비판한 바 있다. 그러나 전북대학교 신방학과 교수 강준만에 의하면 곽상훈 자신은 5·16 군사 정변 직후 관직을 추구하지 않았고, 박정희에게 민주당 신파의 인사들을 채용할 것을 권고하였다는 점에서 변절자로 보기 어렵다는 반론도 제기되었다.

## 곽상훈을 연기한 배우
- 박웅 - 1981년 (제1공화국) MBC 드라마
- 김길호 - 1989년 (제2공화국) MBC 드라마
- 김길호 - 1990년 (반민특위) MBC 드라마
- 김길호 - 1993년 (제3공화국) MBC 드라마

## 참고자료
- 《대한민국 의정총람》, 국회의원총람발간위원회, 1994년
- 곽상훈 - 대한민국헌정회
- [인천인물 100人·7] 근·현대정치사 중심 삼연 곽상훈 - 인천일보[깨진 링크(과거 내용 찾기)]

### 관련 서적
- 장면, 한알의 밀이 죽지 않고는 (가톨릭출판사, 1967)
- 홍우출판사, 정계야화 (전2권) (홍우출판사, 1966)

## 같이 보기
| - 신간회 - 상해한인청년동맹 - 조선어학회 사건 - 한민당 - 민주국민당 - 민주당 - 김성수 - 신익희 - 리극로 - 조병옥 - 윤보선 - 장면 | - 호헌동지회 - 5·16 군사 정변 - 통일주체국민회의 - 육영재단 - 박정희 - 유진산 - 박순천 - 허정 - 이철승 - 정일형 - 관동대지진 |

## 역대 선거 결과
|  | 56.80% |

|  | 31.88% |

|  | 61.39% |

|  | 74.32% |

|  | 85.35% |

|  | 28.7% |

|  | 30.6% |